# فریاد قلع
فریاد قلع صدای مشخصی است که هنگام خم کردن یک میله از جنس قلع شنیده می‌شود. این پدیده در اثر ایجاد دوقلویی در این فلز به وجود می‌آید. برخلاف نامی که به آن داده شده این صدا به‌طور بخصوصی بلند نیست.
فریاد قلع معمولاً به عنوان یک آزمایش علمی ساده نشان داده می‌شود. میله قلع در طول خم شدن به‌طور پیوسته فریاد می‌کشد تا زمانیکه بشکند. این آزمایش می‌تواند با ذوب کردن و بازیابی کریستال فلز بار دیگر انجام شود. نقطه ذوب پایین قلع (°۲۳۲ سانتی‌گراد یعنی در حدود ۵۰۵ کلوین) این بازیابی کریستالی را راحت می‌کند.
اگر چه از این پدیده به‌طور بخصوص برای قلع یاد می‌شود اما پدیده مشابهی برای فلزات دیگر از جمله نیوبیم، ایندیوم، روی، کادمیم، گالیم و جیوه رخ می‌دهد.